# Acacèsion
Acacèsion (en grec antic Ἀκακήσιον) era una ciutat de l'Arcàdia del districte de Parràsia, al peu d'un turó que portava el mateix nom. Estava situada a 36 estadis de la via que anava de Megalòpolis a Figàlia.
Pausànias diu que va ser fundada per Àcac, un fill de Licàon, que segons algunes tradicions va criar en aquell lloc al déu Hermes. Dalt del turó hi havia una estàtua de pedra d'Hermes Acaci. A quatre estadis de la ciutat hi havia el famós temple de Despina, vora Licosura. Probablement, el temple s'aixecava dalt del turó, on hi ha les restes d'una església dedicada a Sant Elies.
Pausànias diu també que els habitants d'Acacèsion la van abandonar per anar a viure a Megalòpolis, quan es va fundar aquesta ciutat l'any 371 aC.